# Spiziapteryx circumcincta
El halconcito argentino o halconcito gris (Spiziapteryx circumcincta) es una especie de ave falconiforme de la familia Falconidae endémica y sedentario en Argentina, Bolivia, Paraguay, y Uruguay, donde se considera un ave abundante. No se reconocen subespecies.

## Comportamiento
Alexander Wetmore, un distinguido naturalista de Estados Unidos que visitó la Pampa en 1920, observó cómo el halconcito argentino era perseguido por otras aves no rapaces, aparentemente porque con anterioridad este había atacado la nidada de estos otros pájaros.